# Francisco Barretto Júnior
Francisco Carlos Barretto Júnior (Ribeirão Preto, 31 de outubro de 1989) é um ginasta brasileiro. Conquistou medalha de bronze nas barras paralelas na Copa do Mundo de Ginástica Artística de São Paulo em 2015.
 Na etapa de Anadia da Copa do Mundo de Ginástica em 2015 conquistou a medalha de prata na barra fixa.
Em 2015, Francisco Barreto conquistou a medalha de prata nos Jogos Pan-Americanos de 2015 em Toronto na categoria por equipes.Ainda na categoria por equipes Francisco Barreto conquistou o bicampeonato nos Jogos Pan-Americanos de 2019 em Lima, repetindo o feito de 2011 em Guadalajara no México. Francisco fez história em Lima conquistando a primeira medalha de ouro para o Brasil na categoria cavalo com alças em Jogos Pan-Americanos.